# حتشبسوت
غنمت آمون أو حتشبسوت أي خليلة آمون المفضلة على السيدات، أو خليلة آمون درة الأميرات. أبرز الملكات اللاتي حكمن مصر، وأقواهن نفوذًا؛ فقد كان حكمها نقطة بارزة ليس في تاريخ الأسرة الثامنة عشرة فحسب، بل وفي تاريخ مصر القديم كله.

## أصلها وتاريخ أسرتها

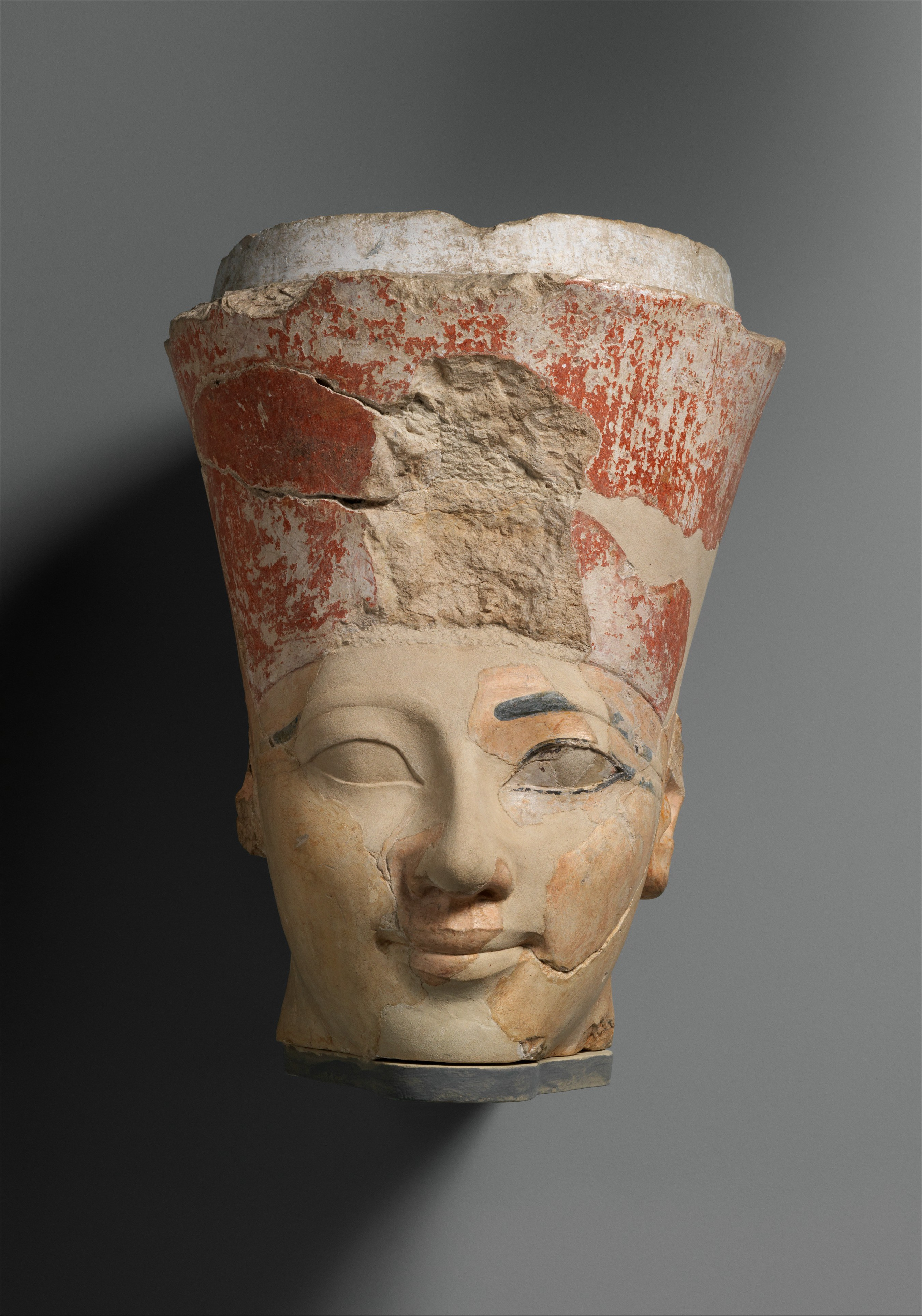
رأس حتشبسوت ترتدي تاج الشمال و الجنوب في متحف المتروبلوتيان

ولدت حتشبسوت في عام 1508 قبل الميلاد، وهي الابنة الكبرى للملك (تحوتمس الأول)، والملكة (أحمس)،كانت ملكة حاكمة مصرية قديمة، وهي الخامسة ضمن تسلسل ملوك الأسرة الثامنة عشرة، حكمت بعد وفاة زوجها الملك تحتمس الثاني كوصية على الملك الصغير تحتمس الثالث في البداية ثم كملكة وابنة الإله آمون بعد أن نشرت قصة نقشتها في معبدها بالدير البحري تقول فيها إنها كانت نتيجة لقاء حميم بين آمون وأمها الملكة أحمس، ويخلط مانيتون في ترتيبها فيضعها بعد أمنحوتب الأول في منتصف الأسرة الثامنة عشرة.
يعتبر الملك (أحمس الأول) صاحب الانتصار العظيم في تحرير مصر من الهكسوس، هو الجد الأكبر لحتشبسوت، ومؤسس الأسرة الثامنة عشر الفرعونية التي تنتمي إليها.
ولقد كانت (حتشبسوت) الوريثة الشرعية لعرش البلاد، حيث لم يكن هناك وريث شرعي من الذكور، ولكن كان لها أخ غير شقيق من أبيها هو (تحوتمس الثاني)، من زوجة ثانوية تدعى (موت نفرت).

## تعليمها
تلقت حتشبسوت تعليماً عن علوم الأخلاق والسلوك الصحيح، بالإضافة إلى القراءة والكتابة، والحساب والفلسفة، والطقوس الدينية، وقواعد اللغة والإنشاء.[بحاجة لمصدر]
ولقد كان عليها أن تثابر على نقل وتعلم الحكم المأثورة عن الحكماء المصريين القدماء، كأي فرد من زملائها، مثل أخيها غير الشقيق (تحوتمس الثاني)، والأمراء والأميرات الصغار، وعدد من أبناء الوزراء والأسر النبيلة؛ وما من شك في أنها كانت تخشى المعلم الذي كان يلقنها الدروس، وتخشى أساليبه العنيفة مع تلاميذه مهما كانت منزلتهم، ولقد كان هذا مثالاً للعدالة التي تطبق على الجميع بالتساوي بدون خوف أو محاباة، والتي أصبحت جزءاً أساسياً في حياة المجتمع المصري في ذلك الوقت [بحاجة لمصدر]، ولم يكن لحتشبسوت أن تطالب بأي امتيازات خاصة في معاملتها، وقد كانت المدرسة الملكية قي بيت فرعون كغيرها من مدارس البلاد، تبدأ في الصباح الباكر وتنتهي عند الظهيرة، كما تفعل الكثير من مدارس مصر في الوقت الحاضر.

## زواجها
تزوجت حتشبسوت من أخيها غير الشقيق (تحتمس الثاني)، على عادة الملوك الفراعنة، الذي لم يكن أمامه كي يقبض على صولجان الحكم سوى أن يتزوج من حتشبسوت، وأنجبت منه ابن وبنتان، فأما الابن فمات في طفولته، ولم يبق اسمه على أي أثر من الآثار، وأما الابنتان فاسمهما (نفرو رع)، و (مريت رع حتشبسوت).
وقد أنجب زوجها (تحوتمس الثاني)، ابنه (تحوتمس الثالث)، من أحد محظيات البلاط الملكي، وتسمى إست.

## توليها الحكم

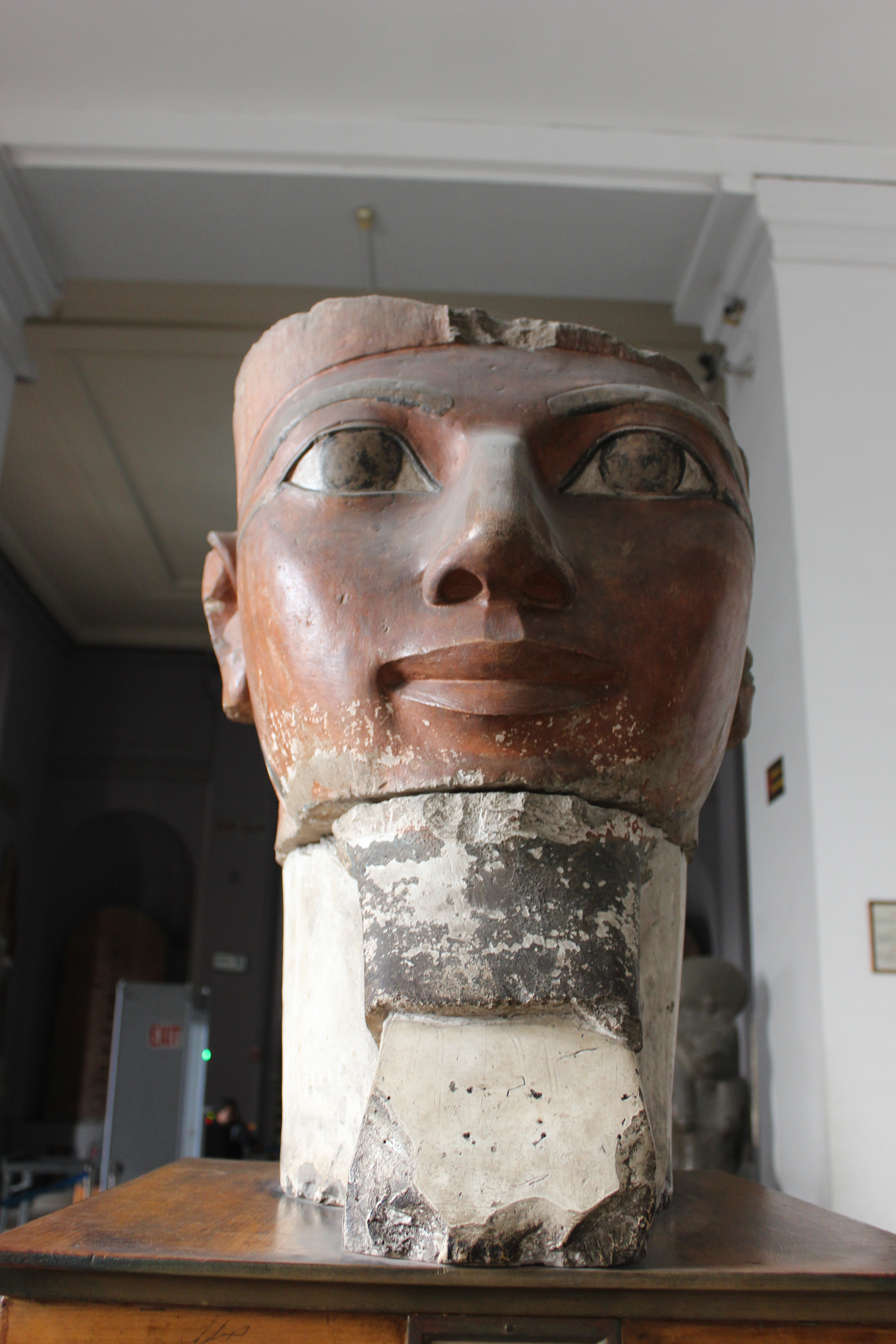
رأس من الحجر الجيري الملون من تمثال على هيئة أوزريس للملكة حتشبسوت.

لم يكن الطريق ممهداً أمام حتشبسوت، ومفروشاً بالورود كي تصل إلى الحكم، فقد واجهت بكل إصرار وعناد مجتمعاً وسلطة دينية ذكورية، أبت أن ترى الحاكم إلا في صورة رجل.
بدأت حتشبسوت وقتاً عصيباً من حياتها وهي في عمر العشرين، عند وفاة والدها (تحوتمس الأول)، فقد كانت من قبل شريكة مع أبيها في الحكم، والوريثة الشرعية للعرش؛ لذا فإنه كان من المعقول أن تكون هي الفرعون الذي يلي تحوتمس الأول على العرش. لكن، تقاليد البلاط ودسائس الكهنة بدأت تتدخل في الأمور لأن فكرة حكم امرأة ووضع جميع السلطات في يدها كان أمراً على غير هواهم؛ لهذا السبب كان من المحتم أن يشرك معها أخوها غير الشقيق (تحوتمس الثاني) في الحكم، ذاك الشخص النحيل واهن الصحة، قليل الخبرة بإدارة شؤون البلاد، وأن يكون شريكاً معها في الملك كفرعون للبلاد، بينما تصبح هي زوجة ملكية لا أكثر من هذا.
ولم يكن هناك فائدة ترجى من وراء الاحتجاج، فقد كانت كل الظروف ضدها، وبدئوا يعدون لزواجها من تحوتمس الثاني وبهذا حصل تحوتمس الثاني على شرعية الحكم، ولسنا نعرف إلا القليل عن فترة حكمه قصيرة المدة، اللهم إلا ثورة قامت في الجنوب. ولكنه، بدلاً من أن يقود الجيش بنفسه ويسير إلى الأعداء كما كان يفعل أبوه، أعطى تعاليمه لجنوده أن يكونوا قساة لأبعد درجة عن الخارجين عن حكمه.
كان تحوتمس الثاني شخصاً ضعيفاً وربما كان مريضاً في نفس الوقت، وكانت في الحقيقة حتشبسوت هي التي تدير أمور الدولة، وتحكم البلاد باِسمه من وراء ستار، وكانت صاحبة الأمر والنهي، وبعد وقت قصير أصبح واضحاً أنه سائر في طريق الموت، وأخذ رجال البلاط وكبار الموظفين يتساءلون ما الذي سيحدث عندما يموت؟ لم يكن هناك أمير آخر يستطيع أن يخلفه على العرش، كما لو أنها ستحكم البلاد في النهاية بمفردها، بينما سُر أصدقاؤها الذين يعرفون قدرتها وقوتها من هذه الفكرة، وكانوا على أتم استعداد ليخدموها بإخلاص عندما يحين الوقت.
لكن، زوجها (تحوتمس الثاني) كان يريد أن يمنح ابنه (تحوتمس الثالث)، حق تولي العرش من بعده، وقد كان هناك شخصاً يدبر المؤامرات مع معبد آمون بالكرنك، مثيراً الشعور العام بين الكهنة والناس ضد فكرة قيام امرأة بحكمهم، وقد كان هذا الشخص هو (تحوتمس الثالث) نفسه، الذي كان يعيش في المعبد كأحد كهنته.
لقد مات تحوتمس الثاني عام 1479 قبل الميلاد، وفي أحد الأيام بعد موته بوقتٍ قصير، وعندما كانت حتشبسوت في المعبد لتشهد احتفالاً يخرج فيه موكب الإله آمون، وقفت المحفة التي كانت تحمل تمثال (آمون)، أمام كاهن صغير، وأبت أن تتزحزح بعد ذلك، ووافق جميع الحاضرين على أن ما حدث ليس إلا علامة بأن آمون قد اختاره ليشاركها الحكم.
وقد كان هذا الكاهن الذي وقفت محفة (آمون) أمامه، هو (تحوتمس الثالث) ابن زوجها المتوفى.
وفي اليوم الثالث من شهر مايو 1501 قبل الميلاد، ترك تحوتمس عمله كأحد صغار الكهنة في معبد آمون، ليدخل القصر الملكي للفراعنة، وقد كان عمر حتشبسوت في ذلك الوقت أربعاً وثلاثين سنة، ومنذ اليوم الأول وسادت بينهم المنافسة والمرارة، ولم تلبث حتشبسوت إلا وأن جمعت حولها مناصرين وكونت حزباً مناصراً لها، ولم يلبث هذا الحزب إلا وقتاً قليلاً حتى اشتد نفوذه، وأصبح قوياً لدرجة أن الفرعون الذي لم تكن لديه الخبرة الكافية أصبح عاجزاً عجزاً تاماً عن حكم البلاد، واضطر لإخلاء المكان لحتشبسوت.
وأخيراً تم إعلان حتشبسوت في عام 1478 قبل الميلاد، ملكاً على الصعيد والدلتا، وحكمت مصر وممتلكاتها في الخارج وحدها كفرعون.
وفي أغاني المديح التي كانت تغني في مدحها، كانوا يسمونها (حورس الأنثى)، وأضافوا علامة التأنيث في آخر الكلمة التي تدل على (الجلالة).
ولقد كانت الخانات الملكية التي كتب اسم حتشبسوت في داخلها، والتي تظهر على جدران الدير البحري والكرنك وفي غيرها من الأماكن في مصر صريحة في معانيها، فقد أضيف بجوار اسمها (ملك الصعيد والدلتا، ابنة الشمس، صديقة آمون حتشبسوت، حورس الذهبي، مانحة السنين، إلهة الاشراقات، هازمة جميع البلاد، التي تحيي القلوب، السيدة القوية).
ولقد كانت هذه اللحظة هي لحظة النصر بالنسبة لها، ويقدر المؤرخ المصري القديم (مانيتون)، فترة حكمها بـ 21 سنة، وتسعة أشهر.
وقد يثار هنا تساؤل ماذا فعلت حتشبسوت بتحوتمس الثالث، بعد أن أطاحت به، وقد يظن البعض أنها قتلته أو نفته لمكان بعيد عن مصر. لكن، الحقيقة أنها عهدت إلى تربية وتعليم هذا الفرعون الذي كان قبل ذلك كاهناً صغيراً في السن تربية عسكرية، وعلمته فنون إدارة الدولة، ليقود بعض الحملات العسكرية ضد الثائرين على الحكم المصري خارج البلاد في أواخر حكمها، وقد تولى الحكم بعد موتها، بعد زواجه من ابنتها (مريت رع حتشبسوت)، مما أعطى له شرعية الحكم، وقد كان من أقوى الفراعنة المحاربين الذين حكموا مصر، وكون أول وأقوى إمبراطورية مصرية عرفها التاريخ.

## أعمالها في فترة حكمها

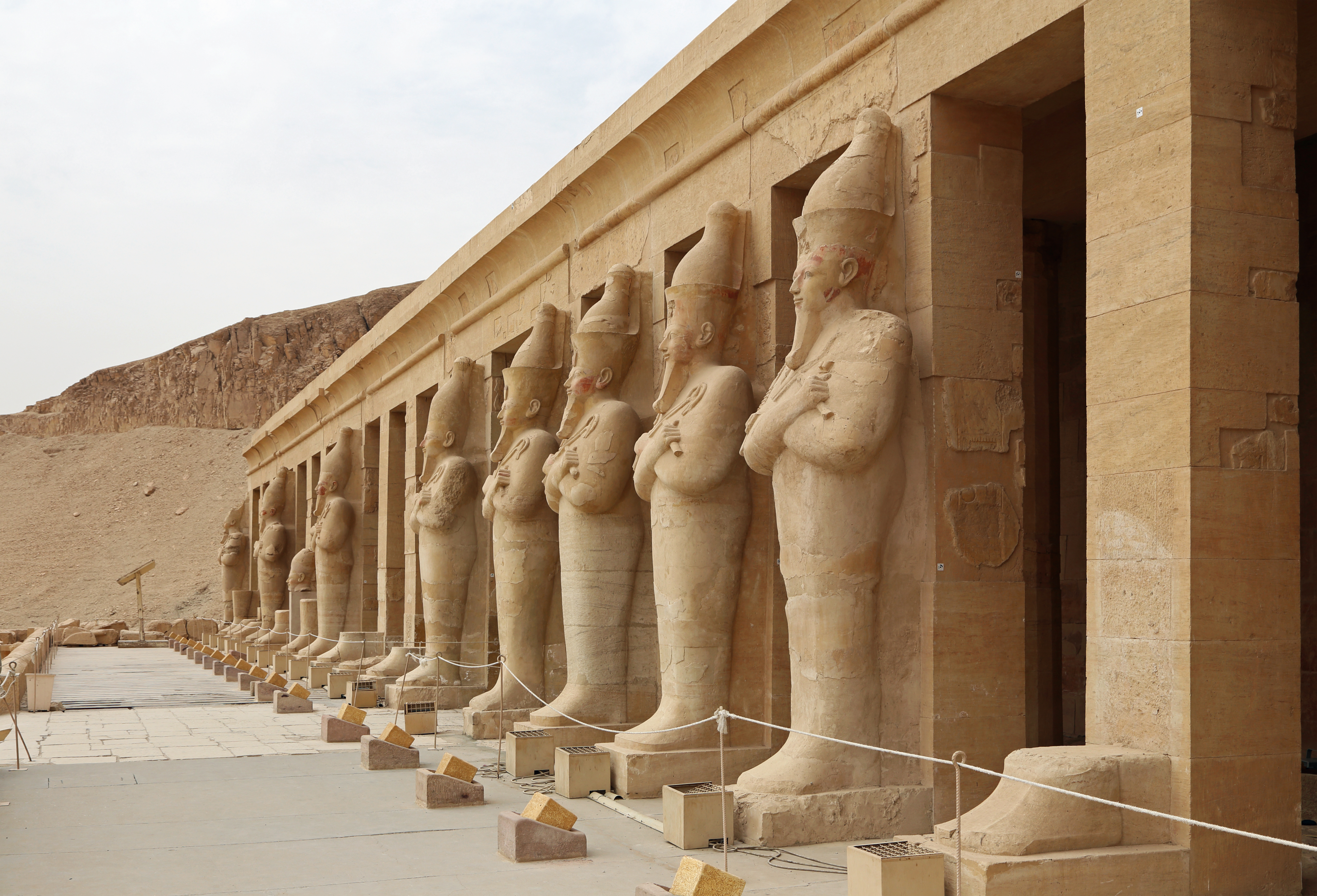
معبد حتشبسوت ف الاقصر.

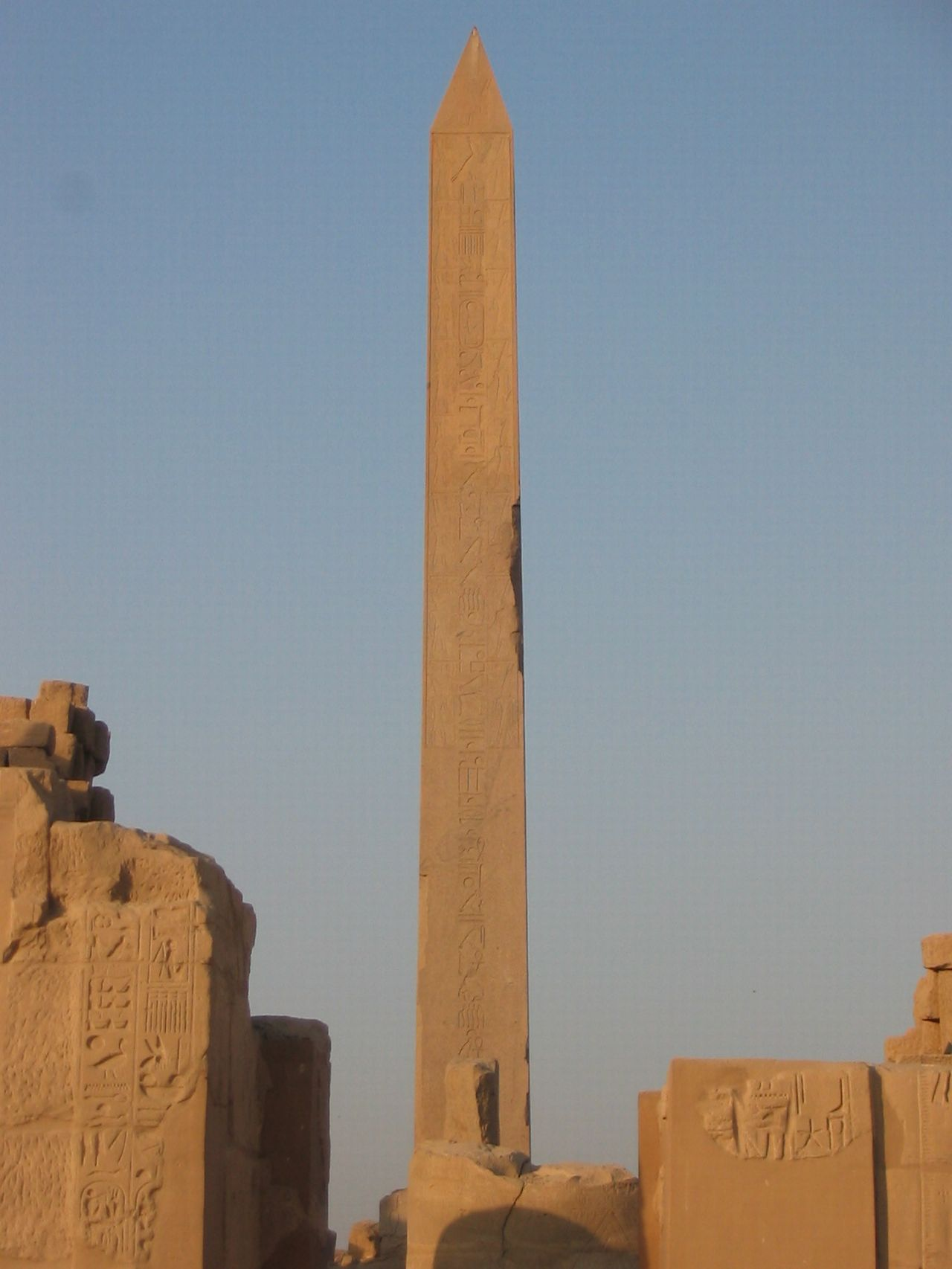
مسلة الملكة حتشبسوت

- اتسمت فترة حكم حتشبسوت بالسلام والرفاهية، وتميز عهدها بقوة الجيش ونشاط البناء والرحلات البحرية العظيمة التي أرسلتها للتجارة مع بلاد الجوار، وتحت صولجان الفرعون المرأة استطاعت مصر أن تغتني وتزدهر، فقد أعادت فتح المحاجر والمناجم التي أهملت لفترة طويلة، وخاصةً مناجم النحاس والملاخيت في شبه جزيرة سيناء، فقد كان قد توقف العمل في تلك المناجم في فترة حكم الهكسوس لمصر وما تلاه، ومازلنا نجد في سيناء لوحة عليها كتابة توثق هذا العمل، وتمجد ما فعلته.
ونشـّطت حتشبسوت كذلك حركة التجارة مع جيران مصر حيث كانت التجارة في حالة سيئة خصوصا في عهد الملك تحتمس الثانى، وأعادت استخدام قناة تربط بين النيل عند نهاية الدلتا بالبحر الأحمر، حيث قامت بتنظيف هذه القناة بعد أن حفرها المصريون أيام الدولة الوسطى، وذلك لتسيير أسطول مصر البحري بها ليخرج إلى خليج السويس وبعدها إلى مياه البحر الأحمر. وأمرت ببناء عدة منشآت بمعبد الكرنك، كما أنشأت معبدها في الدير البحرى بالأقصر.
اهتمت حتشبسوت بالأسطول التجارى المصرى فأنشأت السفن الكبيرة ، واستغلتها في النقل الداخلى لنقل المسلات التي أمرت بإضافتها إلى معبد الكرنك تمجيدا للإله آمون ، وفي بعثات التبادل التجارى مع جيرانها، واتسم عهدها بالرفاهية في مصر ، وزاد الإقبال على مواد ترفيهية أتت بها الأساطيل التجارية من البلاد المجاورة، ومن أهمها البخور والعطور والتوابل والنباتات والأشجار الاستوائية والحيوانات المفترسة والجلود.
- بعثة المحيط الأطلسى: أرسلت الملكة حتشبسوت أسطولًا كبيرًا إلى المحيط الأطلسى، وازدهرت التجارة مع المحيط الأطلسى لاستيراد بعض أنواع السمك النادر.
- بعثة بلاد بونت: أرسلت الملكة حتشبسوت بعثة تجارية على متن سفن كبيرة تقوم بالملاحة في البحر الأحمر محملة بالهدايا والبضائع المصرية مثل البردى والكتان إلى بلاد بونت (الصومال حاليا ، وجنوب اليمن)، فاستقبل ملك بونت البعثة استقبالا جيدا، ثم عادت محملة بكميات كبيرة من الحيوانات المفترسة والأخشاب والبخور والأبنوس والعاج والجلود والأحجار الكريمة. وصورت الملكة حتشبسوت أخبار تلك البعثة على جدران معبد الدير البحرى على الضفة الغربية من النيل عند الأقصر ، ولا تزال الألوان التي تزين رسومات هذا المعبد زاهرة ومحتفظة برونقها وجمالها إلى حد كبير.
- بعثة أسوان: أيضا صورت على جدران معبد الدير البحرى وصف بعثة حتشبسوت إلى محاجر الجرانيت عند أسوان لجلب الأحجار الضخمة للمنشآت، وقامت بإنشاء مسلتين عظيمتين من الجرانيت بأسوان تمجيدا للإله أمون يبلغ كل منهما نحو 35 طنا، ثم تم نقلهما على النيل حتى طيبة وأخذت المسلتان مكانهما في معبد الكرنك بالأقصر، وعند زيارة نابوليون أثناء الحملة الفرنسية على مصر عام 1879 أمر بنقل إحدى المسلتين إلى فرنسا، وهي تزين حتى الآن ميدان الكونكورد في العاصمة الفرنسية باريس.
ويعجب المؤرخون والمهندسون حتى يومنا هذا بقدرة المصريين على نقل تلك المسلتين من أسوان إلى الأقصر، فعملية تحميل المسلتين على السفن ثم نقلهما على النيل وإنزالهما على البر، ثم نقلهما على الأرض إلى مكان تشييدهما ليست بالسهلة على الإطلاق، وما يفوق ذلك أيضا هو تشييد المسلتان في المكان المختار لهما بالضبط أمام الصرح الذي شيدته الملكة حتشبسوت بمعبد الكرنك على بعد أمتار قليلة من الصرح، ولا يزال المهندسون حتى الآن يضعون النظريات للطريقة التي اتبعها المهندس المصرى القديم للقيام بهذا العمل الجبار، ليس هذا فقط، فقد أصدرت حتشبسوت أوامرها بإنشاء مسلة تعتبر أكبر مسلة في تاريخ البشرية مكونة من قطعة واحدة من الحجر تزن فوق 1000 طن لوضعها بمعبد الكرنك، إلا أن المهندسين المصريين القدماء تركوها بعدما اكتشفوا فيها شرخا يحول دون استخدامها. ويزور حاليا سياح من جميع أنحاء العالم لمشاهدة أعجوبة تلك المسلة غيرالكاملة التجهيز في محجر أسوان، ويسألون أنفسهم: كيف أراد المصريون القدماء نقل هذه المسلة العملاقة إلى معبد الكرنك؟ ويصف أحد علماء المصريات الألمان طرق تقطيع الحجر أن المصريين القدماء كانوا يتعاملون مع الحجر كما لو كان زبدا، وفعلا يمكن مشاهدة ذلك في محجر أسوان ، وتسمى الآن بـ (المسلة الناقصة).

## حملات عسكرية
كان السائد في عصر حتشبسوت ، هو السلام والرفاهية وازدهار الحركة التجارية مع دول الجوار، فلم تكن تميل إلى سياسة الغزو الخارجي. لكن ، سجلت بعض الحملات العسكرية القليلة في عهدها ، التي جاء أغلبها حملات تأديبية ، بالإضافة إلى حملة عسكرية واحدة مسجلة عن عهد حتشبسوت قام بها تحتمس الثالث وهي الاستيلاء على غزة وكان ذلك بالقرب من نهاية حكمها. وبعض المخطوطات مثل مخطوط وجد في مقبرة سنّموت (Senenmut (TT71 تفصح عن حملات تأديبية في النوبة وبعض البلاد الأخرى التي كانت تحت السلطة المصرية ، كما الآتي:
1. حملة تأديبية على النوبة في بداية حكمها، وقامت بها حتشبسوت. ورد ذلك في مخطوط لرئيس الخزانة تيي Tij.
2. حملة تأديبية على سورية وفلسطين، طبقا لمخطوط في الدير البحري، مضافا إليها حملة ضد تمرد في النوبة
3. حملة ضد تمرد في النوبة في العام 20 من حكمها
4. حملة تأديبية على ماو Mau بالقرب من منطقة فرقة Firka بين السنتين 20 و22 من حكمها.[13]

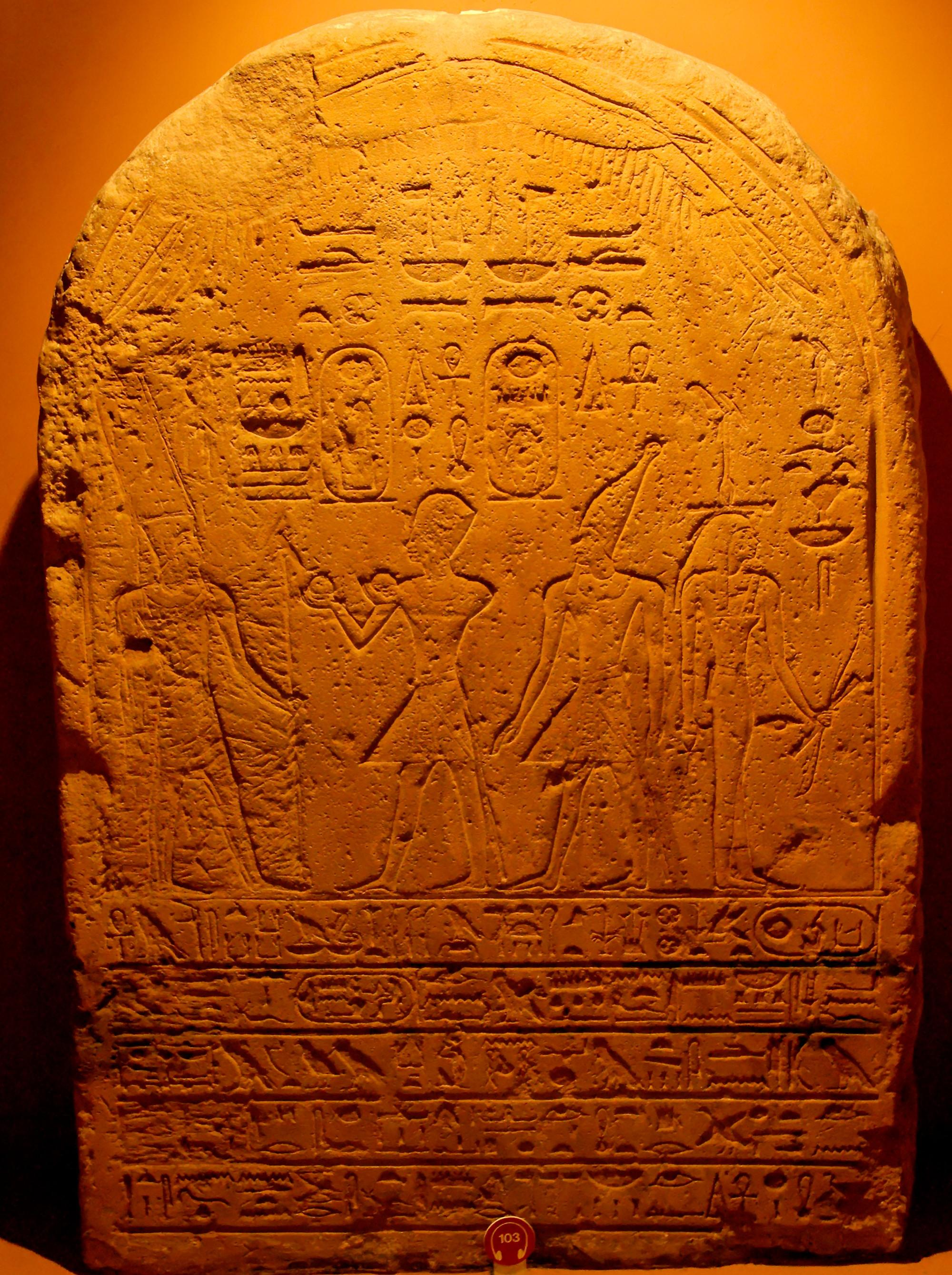
لوحة لحتشبسوت وتحتمس الثالث يقدمان القرابين إلى المعبود آمون وتُرى حتشبسوت في المقدمة تحمل بخورا وخلفها تحتمس مرتديا التاج الأبيض، تاج الوجه القبلى ،(متحف الفاتيكان)

## سر ظهور حتشبسوت بملابس الفراعنة الذكور
لم تشأ حتشبسوت أن تبتدع جديداً في مظهر الفرعون الحاكم التي ألفها الناس لعقود طويلة ، فعلى الرغم أنه في بداية حكمها كانت تصور كامرأة بكامل زينتها إلا أنه في وقت لاحق أصبحت مثالاً على الفرعون القوي ذو العضلات ، الذي يضع لحية مستعارة. فقد أخذت تلبس ملابس تشبه ملابس من سبقها من الفراعنة الرجال في الاحتفالات الرسمية ، كما ظهرت في بعض تماثيلها بذقن مستعارة كما هو المألوف في تماثيل الفراعنة.
وإن كان هذا لم يقلل من كون حتشبسوت ، كانت تمتلك كل صفات الأنثى الجميلة ، فقد كانت ذات بشرة خمرية لطيفة ، وأنف معقوف قليلاً ، ووجه مستدير.
وكانت تحب الزهور والحدائق والأشجار ، وكل شيء ذو أريج ، زاهي الألوان.

### هل كانت هناك قصة حب بين الملكة والمهندس«سنّموت» ؟
لقد كان «سنموت» لغزاً مثيراً في حياة حتشبسوت ، ذلك المهندس الذي بنى لها معبدها الشهير في الدير البحري، والذي منحته 80 لقباً ، والذي كان يتولى تربية وتعليم ابنتها الأميرة الصغير (نفرو رع)، وقد بلغ من حبه لمليكته أن حفر نفقا بين مقبرتها ومقبرته ، ليكون قريباً منها في الحياة الأخرى ، كما كان قريباً منها في الدنيا. أما هي فقد كانت تقدر نبوغه وقوة شخصيته، لدرجة جعلها تسمح له ببناء مقبرته في حرم معبدها ليجاورها في مماته كما كان يفعل في الدنيا.
وإذا جاءت تلميحات المؤرخين لتشير إلى وجود حالة حب قد جمعت بين الاثنين سنموت وحتشبسوت ، بعد وفاة زوجها. لكن ، هذا ليس مؤكداً ، وقد تكون مجرد علاقة احترام متبادل.
والمهندس الملكي سنموت ، هو من شيد لحتشبسوت أجمل معبد جنائزي بني لملكة في التاريخ سواء القديم أو الحديث وهو معبد الدير البحري ، الذي شيده في حضن الجبل الغربي ، وجاء بناؤه بالحجر الجيري الأبيض الملكي المجلوب من طرة، وعلى هيئة صالات ثلاث تعلو الواحدة الأخرى ، لكي ترتقيها روح الملكة وتصعد بها إلى السماء لتخلد مع النجوم.

## وفاتها
توفت حتشبسوت في 10 من الشهر الثاني لفصل الخريف ، والذي يوافق (14 يناير 1457 قبل الميلاد) خلال العام 22 من فترة حكمها ، كما جاء ذلك في كتابة على لوحة وجدت بأرمنت.
ولقد تم التحقق من مومياء حتشبسوت ، أن علامات موتها هي علامات لموت طبيعي ، وأن سبب موتها يرجع إلى اصابتها بالسرطان أو السكري.
وقبر حتشبسوت موجود في وادي الملوك ويرمز له بالرقم KV20 ، وربما قامت حتشبسوت بتوسيع مقبرة أبيها لكي تستعملها، وقد وجد تابوتها موجوداً بجانب تابوت أبيها.
ومؤخراً التقطت لمومياء الملكة حتشبسوت صورة تظهر فيها باسمة حالمة وادعة؛ كمن أدى رسالته على أكمل وجه ، وأخيراً استراح. والطريف في الصورة أيضاً أن الملكة كانت تتمتع بشعر ناعم ملون جميل؛ يظهر بوضوح في الصورة أيضاً، وهذا يدل على أن علم التحنيط الذي أبدعه المصريون القدماء سراً عظيماً لو أكتشف؛ قد يغير مظاهر الدفن في العالم بأسره.
ومهما يكن من أمر الملكة «حتشبسوت» فإنها واحدة من قليلات من السيدات في العالم القديم ممن وصلن إلى قمة الإدارة في بلادهن ، ولقد بذلت كل الجهد لتقنع الرجل في عهدها بأن يقبلها كإمرأة تحكمه ، وسواء أقنعت «حتشبسوت» الرجال في مصر في ذلك الوقت بحكمها ، أم لم تقنعهم ، فإن ما فعلته كان أعظم بكثير مما فعله بعض الملوك الرجال.
حتشبسوت (تعني: من أبرز السيدات النبيلة؛ 1508-1458 ق.م.) كانت الفرعون الخامس من عصر الأسرة الثامنة عشرة في مصر القديمة. يعتبرها علماء المصريات واحدة من أنجح الفراعنة، حامله للقب أطول من أي امرأة أخرى في الأسر المصرية. تميز عهدها بقوة الجيش ونشاط البناء والرحلات البحرية العظيمة التي أرسلتها للتجارة مع بلاد الجوار. وهي الابنة الكبرى لفرعون مصر الملك تحوتمس الأول وأمها الملكة احموس. وكان أبوها الملك قد أنجب ابنا غير شرعيا هو تحتمس الثاني. وقد قبلت الزواج منه على عادة الأسر الملكية ، ليشاركا معا في الحكم بعد موته، وذلك حلا لمشكلة وجود وريث شرعي له.

### اقرأ أيضًا

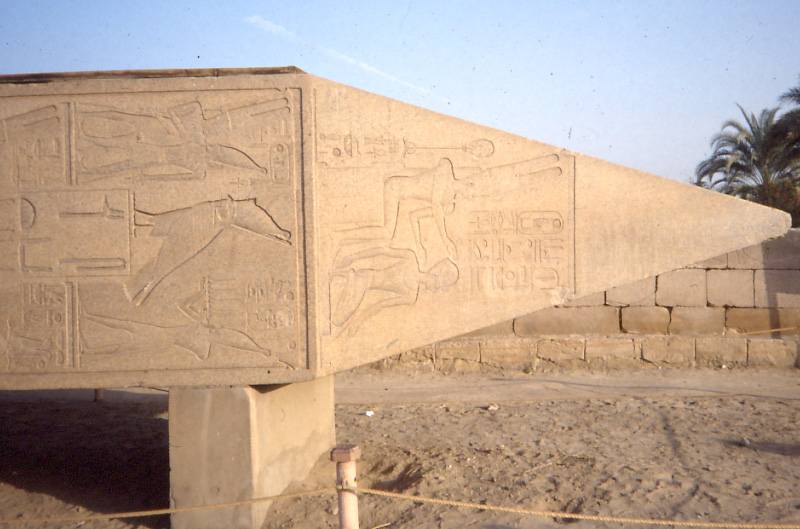
قمة مسلة حتشبسوت المكسورة في الأقصر.

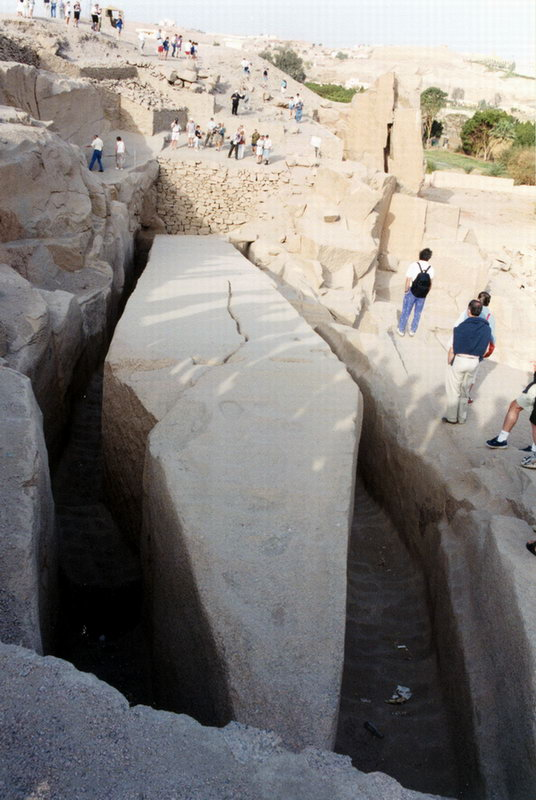
قمة المسلة الغير كاملة بأسوان ، يعتقد انها كانت لحتشبسوت.

## عائلتها
هذه الملكة تركت ألغازا كثيرة وأسرارا وربما يكون أكثر تلك الألغاز إثارة شخصية «سنموت» ذلك المهندس الذي بنى لها معبدها الشهير في الدير البحري والذي منحته 80 لقبا. وكان مسؤولا عن رعاية ابنتها الوحيدة وقد بلغ من حبه لمليكته أن حفر نفقا بين مقبرتها ومقبرته. وإذا جاءت تلميحات المؤرخين لتشير إلى وجود حالة حب قد جمعت الاثنين سنموت وحتشبسوت فإنهما الملكة وخادمها أيضا قد شاركا في «حياة أسطورية»، وانتهى كل منهما نهاية غامضة لا تزال لغزا حتى الآن.
(كانت حتشبسوت زوجة الملك تحتمس الثاني (حوالي 1512 ق.م - 1504 ق.م) من السلالة الثامنة عشر ، ويبدو أن زوجها أُطيح به طوال بضع سنين ، ولكنهما عادا إلى العرش سنة 1493 قبل الميلاد ، وطوال السنوات ال12 التالية كرّست كل قواها وموارد مصر لإنشاء الطرق، وتشييد المنازل، والمعابد، ولتحسين الأحوال البلاد الداخلية ، ومحاولة إبقاء مصر بعيدة عن الحرب مع جاراتها ، ومن أعظم أعمالها ضريح لزوجها في وادي الملوك، بالقرب من طيبة، وكانت ترعى كذلك الفنانين والحرفيين .

## حكمها
اشتهر حكم حتشبسوت بالسلام والازدهار حيث كانت تحاول أقصى وسعها لتنمية العلاقات وخاصة التجارية مع دول الشرق القديم لمنع أية حروب معهم.

## توليها الحكم

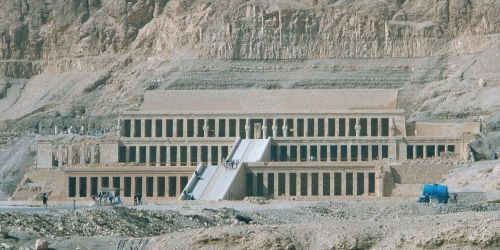
دجسر دجسرو هو المبنى الرئيسي في المعبد الجنائزي لـمجمع حتشپسوت في الدير البحري. صممه سنموت، كمثال للتناظر الكامل الذي يسبق الپارثينون بألف سنة.

واجهت حتشبسوت مشاكل عديدة في بداية حكمها بسبب حكمها من وراء الستار بدون شكل رسمي ويقول بعض الناس أنها قتلت زوجها وأخوها الملك تحتمس الثاني للاستيلاء على الحكم لكن لا يوجد دليل كافي. ومن جهة أخرى واجهت مشاكل مع الشعب حيث كان يرى أغلب الناس أنها امرأة ولا تستطيع حكم البلاد، إذ كان الملك طبقا للعرف ممثلا للإله حورس الحاكم على الأرض. لذلك كانت دائما تلبس وتتزين بملابس الرجال، وأشاعت أنها ابنة آمون لإقناع الشعب بأنها تستطيع الحكم. في الوقت نفسه كان ولي العهد الشرعي تحتمس الثالث لا زال صبيا وليس بمقدوره رعاية مصالح البلاد. فعملت حتشبسوت على حكم البلاد إلى أن يكبر، وراعت أن يتربى تحتمس الثالث تربية عسكرية بحيث يستطيع اتخاذ مقاليد الحكم فيما بعد. نشـّطت حتشبسوت حركة التجارة مع جيران مصر حيث كانت التجارة في حالة سيئة خصوصا في عهد الملك تحتمس الثاني، وأمرت ببناء عدة منشآت بمعبد الكرنك، كما أنشأت معبدها في الدير البحري بالأقصر، واتسم عهدها بالسلام والرفاهية.

## القابها واسم التتويج

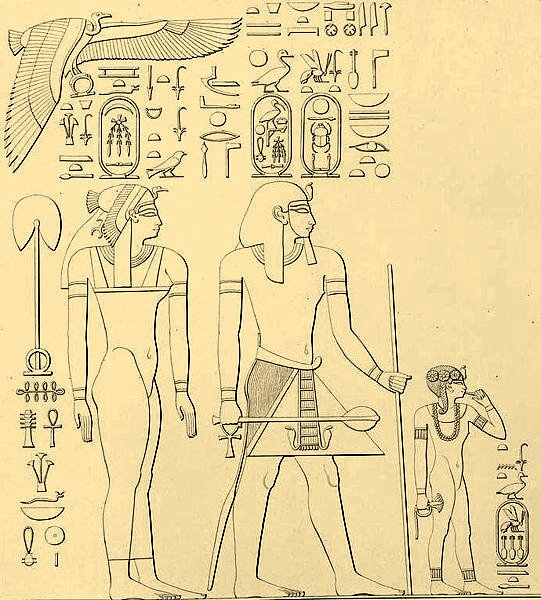
من اليسار إلى اليمين: الملكة أحمس، والملك تحتمس الأول، أم حتشبسوت وأبوها ثم أختها الأكبر منها نفرو رع. لاحظ تصوير الصغيرة وضفيرتها الوحيدة.

- اسم الولادة = | F4 · X1 | A51 | X1 · Z2 |

ايضاح اسم الولادة= Hatschepsut 
 ḥ3.t-šps.wt 
 الأولى على السيدات 
- اسم التتويج = | ra | kA | mAat |

ايضاح اسم التتويج= Maat-ka-Re 
 M3ˁ.t-k3-Rˁ 
 العدل وروح رع
- اسم الحورس = | wsr | s | X1 · D28 | D28 · D28 |

ايضاح اسم الحورس= Useret-kau 
 Wsr.t-k3.w 
 مالكة القدرات 
- ملكة الوجهين [البحري والقبلي] = | M13 | X1 | M4 | M4 | M4 |

ايضاح ملكة الوجهين = Uadjet-renput 
 W3ḏ.t-rnp.wt 
 سنوات الرخاء
- الاسم الذهبي = | R8 | t · r · V13 | N28 · D36 | G43 |

ايضاح الاسم الذهبي = Netjeret-chau 
 Nṯr.t-ḫˁw 
  الهيئة الإلهية
- قائمة ملوك الكرنك= | M17 | Y5 · N35 | W9 · X1 | F4 · X1 | A51 |

ايضاح قائمة ملوك الكرنك = Hat-schepsut-chenemet-Amun 
 ḥ3.t-šps.wt-ẖnm.t-Jmn 
 أولى السيدات، التي تعانق آمون .

## بعثاتها الخارجية
اهتمت حتشبسوت بالأسطول التجاري المصري فأنشأت السفن الكبيرة واستغلتها في النقل الداخلي لنقل المسلات التي أمرت بإضافتها إلى معبد الكرنك تمجيدا للإله آمون أو أرسال السفن في بعثات للتبادل التجاري مع جيرانها، واتسم عهدها بالرفاهية في مصر والسلام، وزاد الإقبال على مواد ترفيهية أتت بها الأساطيل التجارية من البلاد المجاورة، ومن أهمها البخور والعطور والتوابل والنباتات والأشجار الاستوائية والحيوانات المفترسة والجلود.

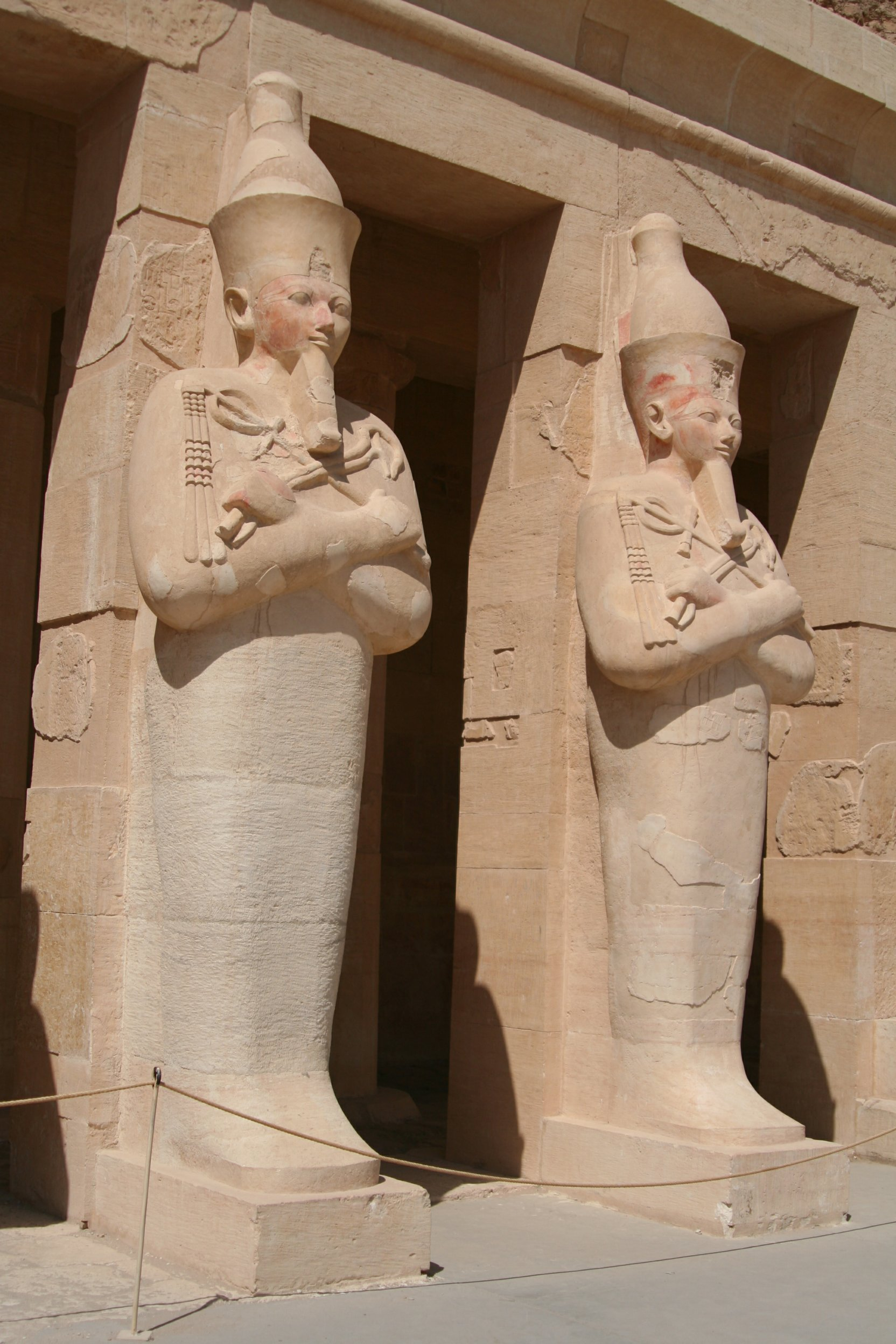
تمثالان لأوزوريس بمعبد حتشبسوت في الدير البحري بالأقصر-غرب.

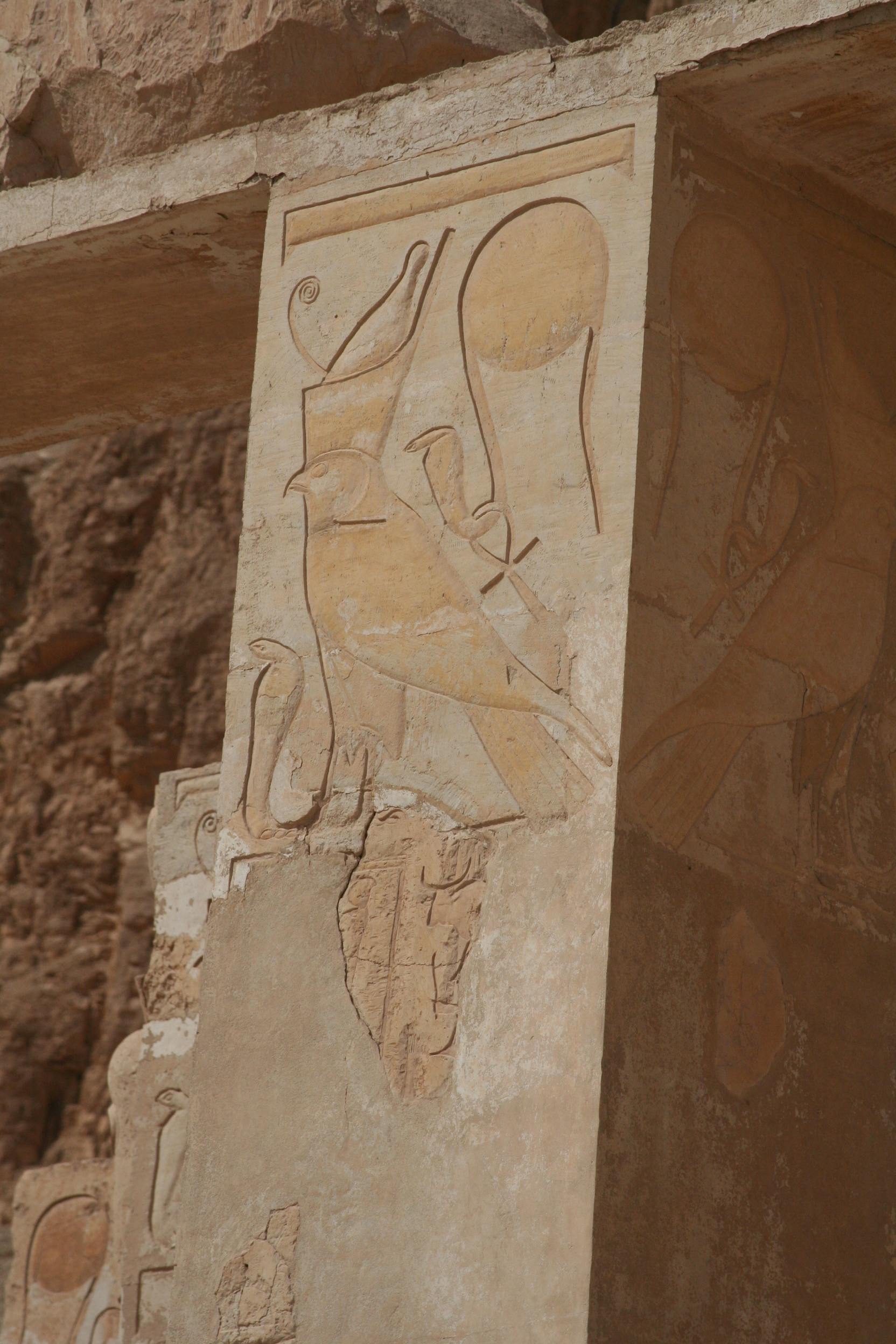
حتشبسوت في صورة حورس بمعبد الأقصر.

بعثة المحيط الأطلسي: أرسلت الملكة حتشبسوت أسطولًا كبيرًا إلى المحيط الأطلسي وازدهرت التجارة مع المحيط الأطلسي لاستيراد بعض أنواع السمك النادر.
بعثة بلاد بونت: أرسلت الملكة حتشبسوت بعثة تجارية على متن سفن كبيرة تقوم بالملاحة في البحر الأحمر محملة بالهدايا والبضائع المصرية مثل البردى والكتان إلى بلاد بونت (الصومال حاليا)، فاستقبل ملك بونت البعثة استقبالا جيدا، ثم عادت محملة بكميات كبيرة من الحيوانات المفترسة والأخشاب والبخور والأبنوس والعاج والجلود والأحجار الكريمة. وصورت الملكة حتشبسوت أخبار تلك البعثة على جدران معبد الدير البحري على الضفة الغربية من النيل عندالأقصر. ولا تزال الألوان التي تزين رسومات هذا المعبد زاهرة ومحتفظة برونقها وجمالها إلى حد كبير.
بعثة أسوان: أيضا صورت على جدران معبد الدير البحري وصف بعثة حتشبسوت إلى محاجر الجرانيت عند أسوان لجلب الأحجار الضخمة للمنشآت. وقامت بإنشاء مسلتين عظيمتين من الجرانيت بأسوان تمجيدا للإله أمون يبلغ كل منهما نحو 35 طنا، ثم تم نقلهما على النيل حتى طيبة وأخذت المسلتان مكانهما في معبد الكرنك بالأقصر. وعند زيارة نابوليون أثناء الحملة الفرنسية على مصر عام 1879 أمر بنقل إحدى المسلتين إلى فرنسا، وهي تزين حتي الآن ميدان الكونكورد في العاصمة الفرنسية باريس.
ويعجب المؤرخون والمهندسون حتي يومنا هذا بقدرة المصريين على نقل تلك المسلتين من أسوان إلى الأقصر. فعملية تحميل المسلتين على السفن ثم نقلهما على النيل وإنزالهما على البر، ثم نقلهما على الأرض إلى مكان تشييدهما ليست بالسهلة على الإطلاق. وما يفوق ذلك أيضا هو تشييد المسلتان في المكان المختار لهما بالضبط أمام الصرح الذي شيدته الملكة حتشبسوت بمعبد الكرنك على بعد أمتار قليلة من الصرح.ولا يزال المهندسون حتى الآن يضعون النظريات للطريقة التي اتبعها المهندس المصري القديم للقيام بهذا العمل الجبار. ليس هذا فقط، فقد أصدرت حتشبسوت أوامرها بإنشاء مسلة تعتبر أكبر مسلة في تاريخ البشرية مكونة من قطعة واحدة من الحجر تزن فوق 1000 طن لوضعها بمعبد الكرنك، إلا أن المهندسين المصريين القدماء تركوها بعدما اكتشفوا فيها شرخا يحول دون استخدامها. ويزور حاليا سياح من جميع أنحاء العالم لمشاهدة أعجوبة تلك المسلة الغير كاملة التجهيز في محجر أسوان. ويسألون أنفسهم: كيف أراد المصريون القدماء نقل هذه المسلة العملاقة إلى معبد الكرنك؟ ويصف أحد علماء المصريات الألمان طرق تقطيع الحجر أن المصريين القدماء كانوا يتعاملون مع الحجر كما لو كان زبدا، وفعلا يمكن مشاهدة ذلك في محجر أسوان ويسمى الآن (مسله ناقصه)•

## حتشبسوت في الثقافة الشعبية
من أشهر الملكات اللواتي تولينَّ حكم مصر وتعد من الجميلات، وحتشبسوت هي أول من ارتدت القفازات وذلك لوجود عيب خلقي بأصابعها (6 أصابع أو أكثر في اليد الواحدة) لم يعرف الناس ذلك إلا بعد رؤية موميائها ففي أغلب التماثيل التي صنعت لها كانت يداها تبدوان طبيعيتين لأنها كانت تأمر النحاتين بذلك، أيضا هي أول من طرزت القفازات بالأحجار الكريمة.

### حملات عسكرية
حملة عسكرية واحدة مسجلة عن عهد حتشبسوت قام بها تحتمس الثالث وهي الاستيلاء على غزة وكان ذلك بالقرب من نهاية حكمها. وبعض المخطوطات مثل مخطوط وجد في مقبرة سننموت (Senenmut (TT71 تفصح عن حملات تأديبية في النوبة وبعض البلاد الأخرى التي كانت تحت السلطة المصرية.
1. حملة تأديبية على النوبة في بداية حكمها، وقامت بها حتشبسوت. ورد ذلك في مخطوط لرئيس الخزانة تيي Tij،
2. حملة تأديبية على سورية وفلسطين، طبقا لمخطوط في الدير البحري، مضافا إليها حملة ضد تمرد في النوبة.
3. حملة تأديبية في السنة 12 من حكمها (ورد ذلك في كتابة في تانجور-غرب Tangur-West)، وتذكر فيه أول تاريخ لاشتراك تحتمس الثالث في الحكم مع حتشبسوت.)
4. حملة ضد تمرد في النوبة في العام 20 من حكمها (مكتوبة على لوحة تومبوس Tombos.)
5. حملة تأديبية على ماو Mau بالقرب من منطقة فرقة Firka بين السنتين 20 و22 من حكمها.

### وفاتها
توفت حتشبسوت في 10 من الشهر الثاني لفصل الخريف (يوافق 14 يناير 1457 قبل الميلاد) خلال العام 22 من فترة حكمها. جاء ذلك في كتابة على لوحة وجدت بأرمنت. وقدر المؤرخ المصري القديم مانيتو Manetho فترة حكمها ب 21 سنة وتسعة أشهر. وقد اعتـُقد في الماضي انها قتلت بسبب التنازع على الحكم، ولكن تم التحقق الآن من مومياء حتشبسوت وهي تبدي بوضوح علامات موت طبيعي، وأن سبب موتها يرجع إلى اصابتها بالسرطان أو السكري. وقبرها موجود في وادي الملوك ويرمز له بالرقم KV20. وربما قامت حتشبسوت توسيع مقبرة أبيها لكي تستعملها، ووجد تابوتها موجود بجانب تابوت أبيها.